# Инструмент интерактивного доказательства теорем
Инструмент интерактивного доказательства теорем (интерактивный решатель теорем) — программное обеспечение, помогающее исследователю в разработке формальных доказательств.
Доказательства вырабатываются в процессе взаимодействия человека с машиной. Как правило, такое программное обеспечения включает в себя какую-то разновидность интерактивного редактора доказательств или другой интерфейс, с помощью которого человек может вести поиск доказательств, сведения о которых хранятся в компьютере, а также процедуры автоматической проверки доказательств, осуществляемые компьютером.

## Сравнение систем
| Название                          | Последняя версия                  | Разработчик(и)                                                                                                   | Язык реализации    | Возможности            | Возможности      | Возможности    | Возможности                 | Возможности         | Возможности                |
| Название                          | Последняя версия                  | Разработчик(и)                                                                                                   | Язык реализации    | Логика высшего порядка | Зависимые типы   | Маленькое ядро | Автоматизация доказательств | Proof by reflection | Кодогенерация              |
| --------------------------------- | --------------------------------- | --- | ------------------ | ---------------------- | ---------------- | -------------- | --------------------------- | ------------------- | -------------------------- |
| ACL2                              | 8.6                               | Matt Kaufmann и J Strother Moore                                                                                 | Common Lisp        | Нет                    | нетипизированный | Нет            | Да                          | Да                  | генерирует исполняемый код |
| Agda                              | 2.6.2.2                           | Ulf Norell, Nils Anders Danielsson, и Andreas Abel (Технический университет Чалмерса и Гётеборгский университет) | Haskell            | Да                     | Да               | Да             | Нет                         | Частично            | генерирует исполняемый код |
| Albatross                         | 0.4.4                             | Helmut Brandl | OCaml              | Да                     | Нет              | Да             | Да                          | Неизвестно          | еще не реализовано         |
| Rocq (ранее известный как Coq)    | 9.0.0                             | INRIA | OCaml              | Да                     | Да               | Да             | Да                          | Да                  | Да                         |
| F*                                | 0.9.6.0                           | Microsoft Research и INRIA                                                                                       | F*                 | Да                     | Да               | Нет            | Да                          | Да                  | Да                         |
| HOL Light                         | в репозитории                     | John Harrison | OCaml              | Да                     | Нет              | Да             | Да                          | Нет                 | Нет                        |
| HOL4                              | Kananaskis-12 (или в репозитории) | Michael Norrish, Konrad Slind, and others                                                                        | Standard ML        | Да                     | Нет              | Да             | Да                          | Нет                 | Да                         |
| Idris                             | 2 0.6.0                           | Edwin Brady | Idris              | Да                     | Да               | Да             | Неизвестно                  | Частично            | Да                         |
| Isabelle                          | Isabelle2021-1                    | Larry Paulson (Cambridge), Tobias Nipkow (München) and Makarius Wenzel                                           | Standard ML, Scala | Да                     | Нет              | Да             | Да                          | Да                  | Да                         |
| Lean                              | 4.7.0                             | Leonardo de Moura Microsoft Research                                                                             | C++                | Да                     | Да               | Да             | Да                          | Да                  | Да                         |
| LEGO (не связан с компанией LEGO) | 1.3.1                             | Randy Pollack (Edinburgh)                                                                                        | Standard ML        | Да                     | Да               | Да             | Нет                         | Нет                 | Нет                        |
| Mizar                             | 8.1.05                            | Białystok University                                                                                             | Free Pascal        | Частично               | Да               | Нет            | Нет                         | Нет                 | Нет                        |
| NuPRL                             | 5                                 | Cornell University                                                                                               | Common Lisp        | Да                     | Да               | Да             | Да                          | Неизвестно          | Да                         |
| PVS                               | 6.0                               | SRI International                                                                                                | Common Lisp        | Да                     | Да               | Нет            | Да                          | Нет                 | Неизвестно                 |
| Twelf                             | 1.7.1                             | Frank Pfenning and Carsten Schürmann                                                                             | Standard ML        | Да                     | Да               | Неизвестно     | Нет                         | Нет                 | Неизвестно                 |

- ACL2[англ.]— язык программирования, логическая теория первого порядка и средство доказательства теорем (как с интерактивным, так и с автоматическим режимами) в традиции Бойера–Мура.
- Rocq (ранее известный как Coq) — позволяет выражать математические утверждения, механически проверяет доказательства этих утверждений, помогает находить формальные доказательства и извлекает сертифицированную программу из конструктивного доказательства ее формальной спецификации.
- HOL theorem prover  – семейство программных продуктов, являющихся, в конечном итоге, производными от инструмента доказательства теорем LCF. Во всех этих системах логическим ядром является библиотека встроенного в них языка программирования. Теоремы представляют собой новые элементы языка и вводятся с использованием «стратегий», которые гарантируют логическую корректность. Составление стратегии дает пользователям возможность создавать важные доказательства при относительно небольшом количестве взаимодействий с системой. К этой группе систем относятся:
  - HOL4 — единственная в настоящее время поддерживаемая и развиваемая система, происходящая от системы HOL88, которая была кульминацией первоначальных усилий по реализации HOL, возглавляемых Майком Гордоном . HOL88 включала собственную реализацию ML , которая, в свою очередь, была реализована поверх Common Lisp . Все системы, последовавшие за HOL88 (HOL90, hol98 и HOL4), были реализованы на Standard ML ; в то время как hol98 связан с Moscow ML , HOL4 может быть построен либо с Moscow ML, либо с Poly/ML . Все они поставляются с большими библиотеками кода доказательства теорем, которые реализуют дополнительную автоматизацию поверх очень простого основного кода.
  - HOL Light — экспериментальная «минималистская» версия HOL, которая с тех пор выросла в другой основной вариант HOL; ее логические основы остаются необычайно простыми. HOL Light, изначально реализованный в Caml Light , теперь использует OCaml.
  - ProofPower — набор из шести инструментов, разработанных для предоставления специальной поддержки, основанной на HOL, для работы с нотацией Z для формальной спецификации. Инструмент PPDaz, поддерживающий спецификацию и проверку программ, написанных на подмножестве Ada, ранее поставлялся только по проприетарной лицензии.
  - HOL Zero — минималистская реализация, ориентированная на надежность.
  - Candle — проверенная реализация HOL Light на основе CakeML.
- IMPS[англ.]: An interactive mathematical proof system интерактивная система математических доказательств.[4]
- Isabelle — интерактивный доказатель теорем, преемник HOL. Основная кодовая база лицензирована BSD, но дистрибутив Isabelle объединяет множество дополнительных инструментов с различными лицензиями.
- Jape[англ.] – основан на Java.
- Lean
- LEGO[англ.] (не связан с компанией LEGO)
- Matita[англ.] – легкая система, основанная на исчислении индуктивных построений.
- MINLOG[англ.] – Помощник доказательства, основанный на минимальной логике первого порядка.
- Nqthm[англ.]
- Mizar – помощник в доказательстве, основанный на логике первого порядка, в стиле естественной дедукции и теории множеств Тарского–Гротендика .
- PhoX[англ.] – помощник по доказательству, основанный на логике высшего порядка, который является расширяемым.
- PVS[англ.] – язык и система доказательств, основанные на логике высшего порядка.
- TPS[англ.] and ETPS[англ.] – интерактивные средства доказательства теорем, также основанные на простом типизированном лямбда-исчислении, но основанные на независимой формулировке логической теории и независимой реализации.

## Пользовательский интерфейс
Популярным интерфейсом для инструментов интерактивного доказательства теорем является опирающийся на Emacs Proof General, разработанный в Эдинбургском университете. Coq включает в себя CoqIDE, который написан на OCaml/Gtk. В состав Isabelle входит Isabelle/jEdit, основанный на jEdit и инфраструктуре Isabelle/Scala для документо-ориентированной обработки доказательств. Для Visual Studio Code так же существует расширение, предназначенное для работы с Isabelle. Оно было разработано Makarius Wenzel.